# Fijaš
Fijaš este o comună slovacă, aflată în districtul Svidník din regiunea Prešov. Localitatea se află la altitudinea de 250 m deasupra n.m., se întinde pe o suprafață de 4,4 km2 și în 2017 număra 150 de locuitori.

## Istoric
Localitatea Fijaš este atestată documentar din 1414.

## Demografie
| An:                | 1994 | 2004   | 2014   | 2024   |
| ------------------ | ---- | ------ | ------ | ------ |
| Număr de persoane: | 158  | 151    | 141    | 138    |
| Diferență:         |      | −4,43% | −6,62% | −2,12% |

| An:                | 2023 | 2024   |
| ------------------ | ---- | ------ |
| Număr de persoane: | 143  | 138    |
| Diferență:         |      | −3,49% |